# Doll Skin
Doll Skin es una banda de rock femenino de Phoenix, Arizona. La banda está formada por Sydney Dolezal (vocalista, guitarra rítmica), Meghan Herring (batería), Nicole Rich (bajo), y Alex Snowden (guitarra eléctrica). Su sonido es una mezcla de pop punk y metal alternativo, rock alternativo, punk rock. Doll Skin ha sido comparado con unas de bandas femeninas que van desde The Donnas hasta The Go-Go's y The Runaways.

## Historia
En 2013, los miembros empezaron su collaborative trabajo. El objetivo inicial del proyecto era para competir en una batalla local de las bandas Revolución de Rock llamado, en Instituto de Montaña del Desierto en Scottsdale, AZ. En attendance que la noche era David Ellefson, bajista de la banda Megadeth, y un juez. Doll Skin ganó primer sitio que año con una puntuación casi perfecta, con sus tiempos encima escenifican dejar Ellefson convencidos de su potencial. se les acerque un año más tarde después de seguir su actividad local con una oferta para dirigir y producir su música.
En noviembre de 2014, Doll Skin competida en y era un finalista en la prueba de "la Alice Cooper Es En La competición" de música del Puding. En diciembre de 2014, estuvieron presentados en el Fénix Tiempo Nuevo cuando uno de las 10 Bandas Mejores y Músicos en Fénix Bajo la Edad de 21. En Marcha 2015, eran otra vez presentados en el Fénix Tiempo Nuevo cuando uno de la parte superior 15 bandas para mirar para en 2015. En abril de 2015, eran la historia de cubierta de la Revista de Valle Del norte cuando "Adolescente Sensations" banda de rock.
En octubre de 2015, Doll Skin liberó su debut EP, En Vuestra Cara vía EMP Grupo de Etiqueta y distribuido por Megaforce Registros (una división de Sony Diversión de Música/Distribución ROJA) en América del Norte. El registro estuvo producido por David Ellefson, EMP Grupo de Etiqueta. En Vuestra Cara estuvo mezclada por el productor récord americano, ingeniero de sonido, dueño anterior de Aplastar Estudios de grabación en Scottsdale, Arizona y fundador de Área 52 Diversión en Los Ángeles, California, Ryan Greene. En noviembre de 2015, Doll Skin era otra vez referenced por el Fénix Tiempo Nuevo como la #1 banda bajo la edad de 21 en Phoenix, Arizona por declarar que "Lo sería completamente imposible de hablar underage bandas en Phoenix quiénes están sacudiéndolo fuera sin traer Doll Skin arriba primero.". En diciembre de 2015, En Vuestra Cara estuvo liberada en Europa, Asia y Australia por Cargo Registros. El EP, y primer solo, "Familia de Desconocidos", ha recibido airplay encima muchos estaciones prominentes en los EE. UU., Europa y Asia, incluyendo el influyentes LA estación de Rock KROQ, y su Familia de canción "del debut de Desconocidas" aterrizó en el CMJ Gráfico de Rock Fuerte en #34. En enero de 2016, Doll Skin estuvo incluida en una lista del "10 Mejor Hembra Fronted Bandas En Fénix" por el Fénix Tiempo Nuevo.
En noviembre de 2016, Doll Skin estuvo otorgada el 'Rotura Mejor A través de Banda' por Televisión de Metal Pesado. El premio estuvo presentado por Ed Masley, la música y reportero de diversión para La República de Arizona.
En diciembre de 2016, Revista de Prensa Alternativa, presentada en el artículo "7 del mejor aumentando bandas debajo 21" declarando: "no deja el cabello de arco iris fool te: oll Skine s una acto áspero y duro para seguir. Expresando ellos como “glitter-alimentado, adolescente, punk-sacudir superheroes,” este Suroeste rockers es sin duda más de justo un bastante cara, habiendo visitado extensamente alrededor de la Costa Del oeste con bandas como diversos como Kennedy Muertos y Huir El Destino."
En enero 1.º, 2017, Stone Chrome la televisión & Radiofónica anunció que Doll Skin ganó el premio de Elección del 2016 Oyente para "Favorito Hembra Fronted Banda".
El 28 de junio de 2019, realizaron su tercer álbum de estudio "Love Is Dead And We Killed Her", del cual han realizado tres "singles" para "Empty House" y dos vídeos musicales de "Mark My Words" y "Outta My Mind".

## Miembros de banda
- Sydney Dolezal - guitarra eléctrica, vocalista líder (2013-presente)
- Alex Snowden - guitarra eléctrica, coros (2013-presente). nacida en el año 1983
- Nicole Rich - bajo, coros (2013-presente)
- Meghan Herring - batería, segunda vocalista (2013-presente)

## Discografía

### Álbumes de estudio
Doll Skin
- In Your Face (2015)
- Manic Pixie Dream Girl (2017)
- Love Is Dead And We Killed Her (2019)